# ألفيلس جولبيس
ألفيلس جولبيس (17 أبريل 1936 - 27 فبراير 2021) كان لاعب كرة سلة من لاتفيا.
لعب مع ريغاس أسك وحصل على 3 ألقاب في اليوروليغ (1958، 1959، 1960) و3 بطولات وطنية سوفياتية (1955، 1957، 1958). في عام 1964 انضم إلى ريغاس فيف حيث أمضى خمسة مواسم كلاعب وبعد ذلك لمدة خمسة مواسم أخرى كمدرب رئيسي.
هو جد إيرنستس جولبيس لاعب التنس المحترف.